# Aludra

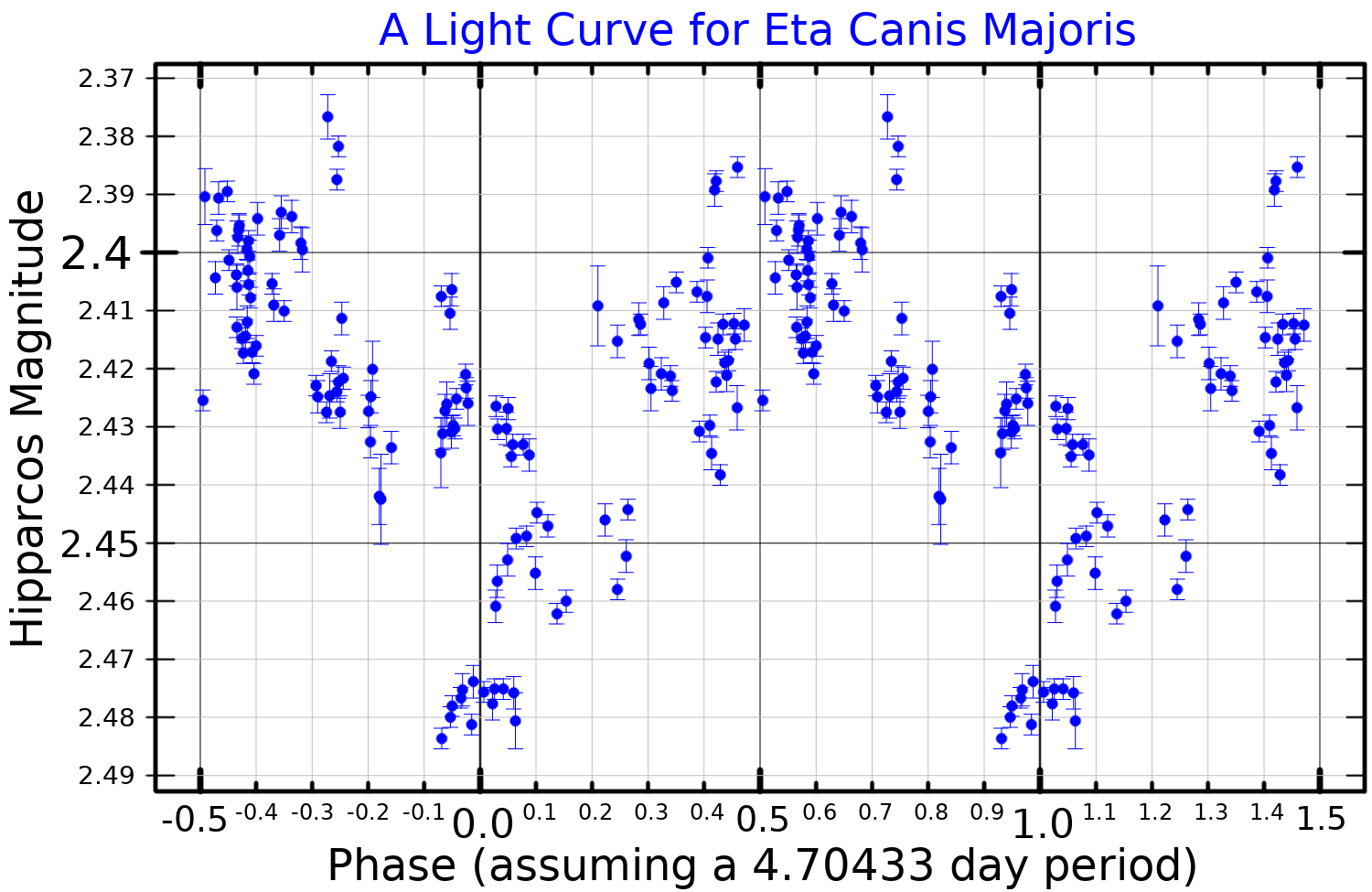
Lichtkromme van Aludra

Aludra (eta Canis Majoris) is een heldere ster met schijnbare magnitude 2,45 in het sterrenbeeld Grote Hond (Canis Major). De ster is een superreus met spectraalklasse B5Ia en een afstand van 1989 lichtjaar. Het is een Alpha Cygni-veranderlijke.